# Călin Popescu-Tăriceanu

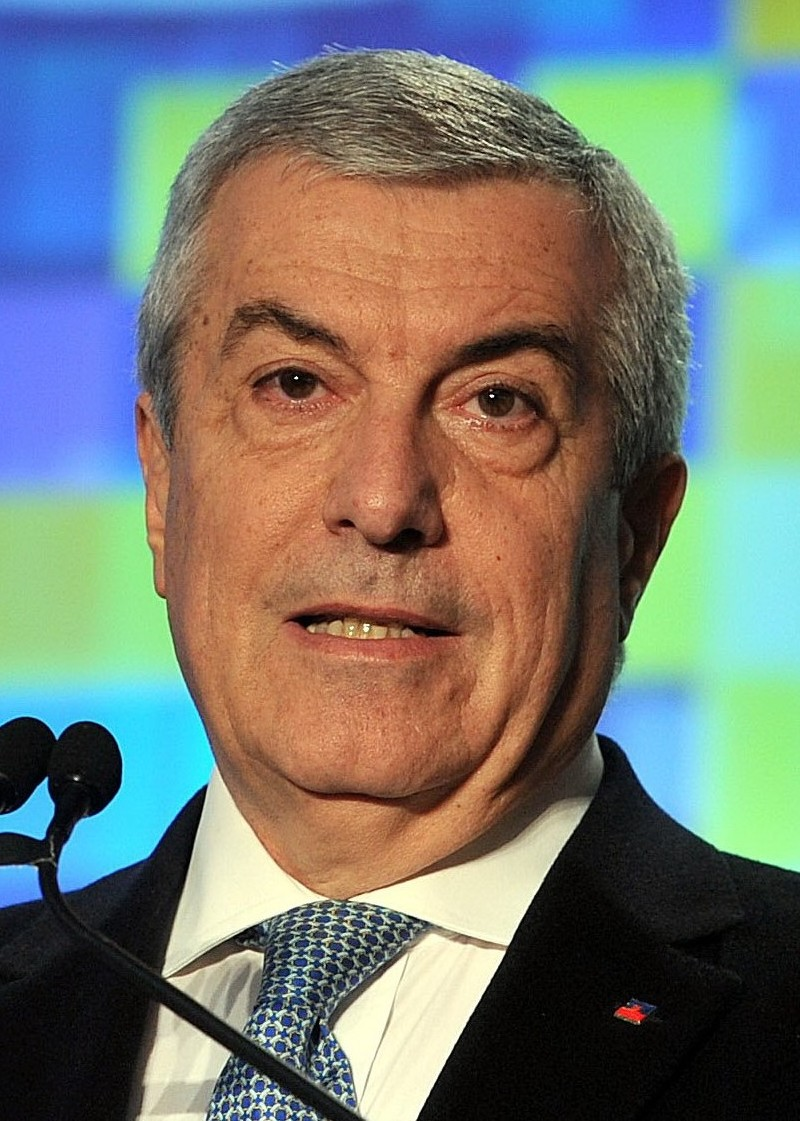
Călin Popescu-Tăriceanu 2014

Călin Popescu-Tăriceanu [kəˈlin poˈpesku təriˈtʃe̯aːnu] (* 14. Januar 1952 in Bukarest) ist ein rumänischer Politiker. Er war vom 28. Dezember 2004 bis zum 22. Dezember 2008 Ministerpräsident und damit Regierungschef Rumäniens und von 2004 bis 2009 Vorsitzender der Nationalliberalen Partei (PNL). Von 2014 bis 2019 war er Präsident des rumänischen Senats und von 2015 bis 2020 Vorsitzender der von ihm mitgegründeten Partei ALDE.

## Biographie
1976 absolvierte Popescu-Tăriceanu eine Ausbildung zum hydrotechnischen Ingenieur, 1981 erwarb er einen Magistertitel in Mathematik und Informatik. Er ist römisch-katholisch. Seit 1990 ist er als Liberaler politisch aktiv. Mitte der 1990er-Jahre war er Mitglied der Partidul Liberal 1993 (mit Dinu Patriciu etc.), dann wieder der PNL. Von 1996 bis 1997 gehörte er als Industrie- und Handelsminister dem Kabinett des PNȚ-CD-Politikers Victor Ciorbea an.

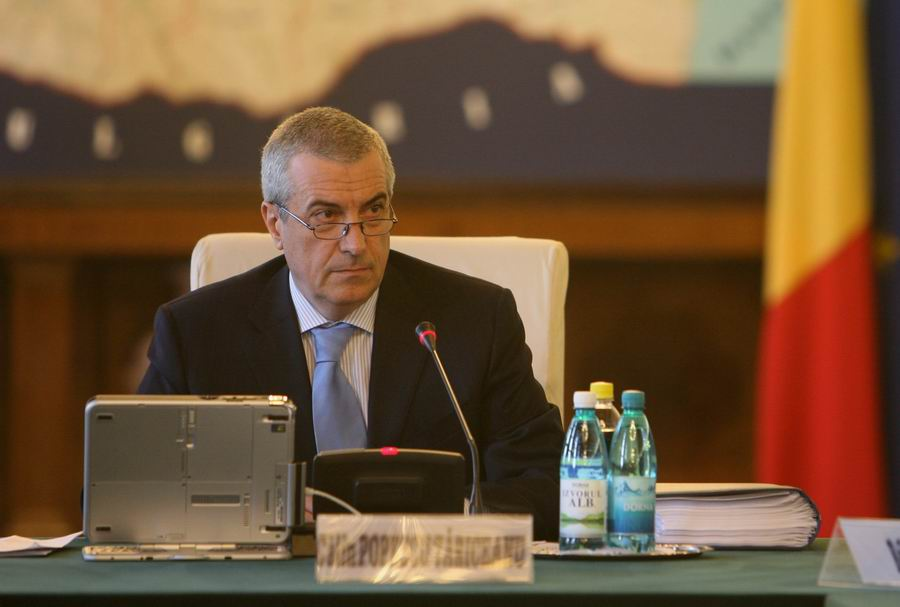
Călin Popescu-Tăriceanu bei einer Regierungssitzung 2007

Ende 2004 bildete Popescu-Tăriceanu eine Koalition aus der PNL, der Demokratischen Union der Ungarn in Rumänien und der Demokratischen Partei (PD). Bereits wenige Monate später überwarf er sich mit dem Staatspräsidenten Traian Băsescu. Dieser Streit führte im April 2007 zum Ausscheiden der PD aus der Regierung. Popescu-Tăriceanu bildete daraufhin eine Minderheitsregierung aus PNL und Ungarnunion (Kabinett Tăriceanu II), die zeitweise von der bisher oppositionellen Sozialdemokratischen Partei (PSD) toleriert wurde. Am 19. Mai 2007 gelang es ihm bei einer Volksabstimmung nicht, Băsescu seines Amtes zu entheben. Im Gegenzug scheiterten die PD am 11. Juni 2007 und die Sozialdemokratische Partei am 3. Oktober 2007 mit dem Versuch, Popescu-Tăriceanu durch ins Parlament eingebrachte Misstrauensanträge zu stürzen. Bei den Parlamentswahlen am 30. November 2008 erlitten Popescu-Tăriceanu und seine Nationalliberale Partei eine Niederlage; Popescu-Tăriceanu gelang es nicht, erneut Ministerpräsident zu werden.
Călin Popescu-Tăriceanu war auch Vizepräsident der europäischen Liberalen ELDR und der LI (Liberale Internationale). In seiner eigenen Partei, der PNL, unterlag er aber am 20. März 2009 auf einem Parteitag in einer Kampfabstimmung um den Parteivorsitz gegen Crin Antonescu.
2012 wurde Popescu-Tăriceanu in den Senat gewählt. Anfang 2014 trat er aus der PNL aus. Kurz danach wurde er als Unabhängiger mit den Stimmen der PSD zum Vorsitzenden des Senats gewählt. Danach gründete er mit anderen Abgeordneten die Partidul Liberal Reformator (PLR) und wurde zu ihrem Vorsitzenden gewählt. Im November 2014 kandidierte Popescu-Tăriceanu bei der rumänischen Präsidentschaftswahl, bei der er mit 5,4 Prozent der Stimmen das drittstärkste Ergebnis erzielte, die Stichwahl aber deutlich verfehlte.
2015 fusionierte Popescu-Tăriceanus PLR mit der Partidul Conservator zur Partidul Alianța Liberalilor și Democraților (ALDE), wobei er zum Co-Vorsitzenden gewählt wurde. Nach der Parlamentswahl in Rumänien 2016 beteiligte sich die ALDE mit der PSD an der Regierungsbeteiligung.
Rumäniens oberster Gerichtshof entschied am 10. Februar 2017, dass Popescu-Tăriceanu wegen mutmaßlicher Falschaussagen und Begünstigung eines Straftäters vor Gericht angeklagt wird.
Am 2. September 2019 legte er das Amt des Senatspräsidenten nieder. Die ALDE verlor bei der Wahl 2020 ihre Vertretung im Parlament und fusionierte anschließend mit der von Victor Ponta gegründeten Partei Pro România. Diese verließ Popescu-Tăriceanu jedoch bereits Anfang 2021 nach einem Konflikt mit Ponta wieder.